# François Tavenas
François Tavenas OQ (* 12. September 1942 in Bourg-de-Péage; † 13. Februar 2004 in Luxemburg) war ein kanadischer Ingenieur und Wissenschaftler.

## Leben
Er erhielt einen Abschluss als Ingenieur in Bauwesen am Institut national des sciences appliquées de Lyon im Jahr 1963 und ein Doktorat mit Spezialisierung auf Bodenmechanik im Jahr 1965 an der Université de Grenoble. 1968 zog er nach Kanada, um als Dozent in der Abteilung für Bauingenieurwesen an der Universität Laval zu arbeiten. Seit dem 15. Juli 1971 kanadischer Staatsbürger, wurde er Wissenschaftlicher Assistent im Jahr 1970, außerordentlicher Professor im Jahr 1973 und Professor im Jahr 1978. Er war der Dekan der Fakultät für Wissenschaft und Technik von 1985 bis 1989.
Von 1989 bis 1990 war er Konrektor (Planung und Berechnung) und danach bis 1997 als Konrektor (Planung und Ressourcen) an der McGill University tätig. Von 1995 bis 1997 war er kommissarischer Konrektor (Macdonald Campus). Ebenfalls war er Professor an der Fakultät für Bauingenieur- und angewandte Mechanik. Im Jahr 1997 wurde er zum Rektor der Universität Laval ernannt und Professor in der Fakultät für Bauingenieurwesen und im Jahr 2003 verließ, um  Gründungsrektor der Universität Luxemburg zu werden.

## Ehrungen
- 1991 – Mitglied des Engineering Institute of Canada
- 1995 – Preis Legget
- 2001 – Medaille Julian C. Smith
- 1999 – Ritter der französischen Ehrenlegion
- 2002 – Großes Bundesverdienstkreuz
- 2004 – Offizier des Ordre national du Québec